# Тања Петернек Алексић
Тања Петернек Алексић (Београд, мај 1965) српска је новинарка и водитељка. Живи и ради у Београду. Позната је као ауторка емисија "Ја волим ТВ", "ТВ носталгија", па "ТВ лица" емисије трећег канала, из чијег наслова је 1997. године изведено име садашње емисије на Радио Телевизији Србије. Радила је као сценариста у дечјој редакцији образовног програма ТВ Београд.

## Биографија
Рођена је у Београду маја 1965. године. Отац јој је био познати српски фотограф чешког порекла Томислав Петернек. 
Студирала је Факултет драмских уметности Универзитета уметности у Београду. Дипломирала је драматургију код редитеља Живојина Павловића и књижевника Слободана Селенића. Удата је за Горана Алексића, редитеља са којим има две ћерке, Тамару и Ању. 
Као девојчица је глумила у серији Позориште у кући.

## Професионални рад
Позната је као аутор емисија "Ја волим ТВ", "ТВ носталгија", па "ТВ лица" емисије трећег канала, из чијег наслова је 1997. године изведено име садашње емисије на Радио Телевизији Србије. Радила је као сценариста у дечјој редакцији образовног програма ТВ Београд. Ауторка је две драме: "Криво срастање" и "Последњи сунчани дан".

## Награде
Године 2008. добила је награду Златни беочуг, признање за допринос култури.